# Лиман

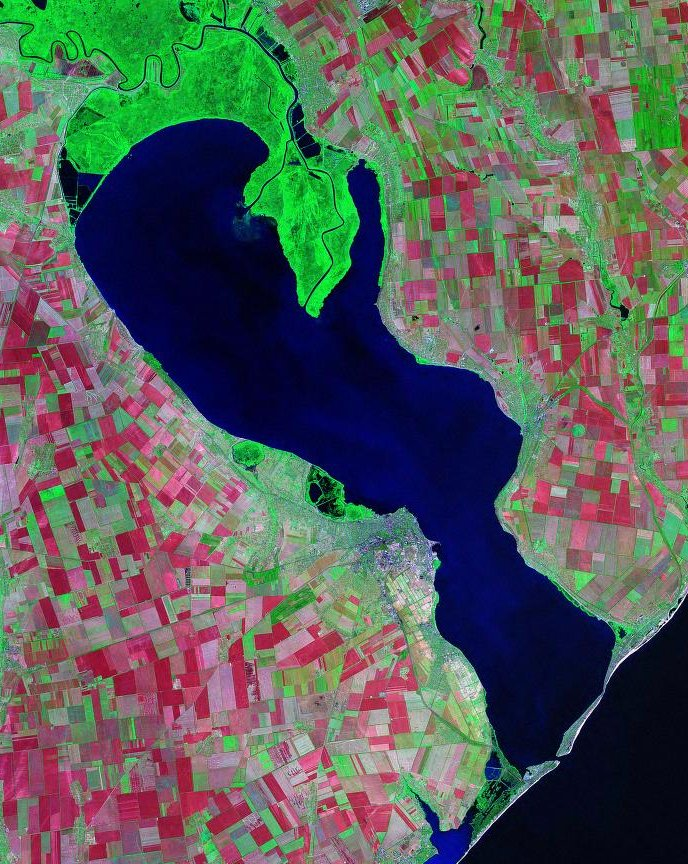
Днестровский лиман, образованный в устье реки Днестр

Лима́н (от греч. λιμένας — гавань, бухта) — залив с извилистыми невысокими берегами при впадении реки в море. Лиман образуется при затоплении морем долин равнинных рек в результате относительного погружения прибрежных частей суши. Определение лиман — в болгарском, румынском, русском и украинском языках — расширенный эстуарий, сложившийся как лагуна в месте расширения устья реки (одной или нескольких). Термин применяется для эстуариев Чёрного и Азовского морей.
Также лиманами называются:
1. лагуны, без впадающих рек, например на косе Бирючий остров (Ямковский, Олень и другие);
2. пойменные водоёмы при слиянии притока с основной рекой, где бар образовывается крупным водотоком (Лебяжий при слиянии рек Бейсужёк/Бейсужёк Левый и Бейсужёк Правый).

## Характеристика
Типы:
1. открытые (синоним губа) — незначительно закрыты косой: Ахтарский, Днепробугский (Днепровский и Бугский), Утлюкский;
2. полуоткрытые — частично закрыты косой с разрывом (проходом, гирлом): Аджалыкский, Бейсугский, Днестровский, Миусский, Сухой.

Лиман, как и эстуарий, является полузамкнутым водоёмом в береговой зоне, сообщающимся с морем и характеризующимся смешением пресных вод суши и солёных (или солоноватых) вод моря. Коса или бар, отгораживающая лиман, образовывается аккумулированием речных и морских наносов. Здесь происходит стык речного и морского течений. В свою очередь под действием реки формируется протока, которая при слабом поступлении вод реки сужается, заиливается и превращается в часть бара. Для судоходства протока может быть с закреплёнными берегами и фарватером (Сухой лиман, Аджалыкский лиман).
В дельтах рек Дуная (Жебриянский лиман), Кирпили и Кубани (Курчанский лиман) расположены крупные системы лиманов. Дельта — противоположность эстуарию — система рукавов и проток (гирл) реки. Лиманы дельт отделены от моря баром (не косой) и соединяются между собой и морем длинными протоками (гирлами).
Тип общей минерализации — солоноватый — промежуточная солёность между водами моря и реки. При малом притоке пресной воды он может сильно засоляться, вследствие испарения.

## Трансформации береговой линии моря и водоёмов
При полном отделении от моря пересыпью лиман превращается в озеро лиманного типа. Многие озёра расположенные на побережье морей (Чёрное, Азовское) образовались в результате затопления морем приустьевых частей балок и родников по их берегам. Затем балка отшнуровывалась от моря песчано-ракушечной пересыпью.
Таким образом были сформированы озёра, где сохранилось в названии слово лиман, Молочный лиман (ранее озеро Молочное), Куяльницкий лиман, Тилигульский лиман и Хаджибейский лиман. Имеет место сооружение канала в пересыпи (полностью отгораживающей, значительной ширины) озеро, в Куяльницком лимане, Тилигульском лимане, Молочном лимане — для сообщения с морем и повышения уровня воды.

## Хозяйственное значение
Илистые отложения лиманов (грязи) часто используются для бальнеологических целей. Лиманы служат местом для портов и пристаней: Аджалыкский лиман — порт Южный, Сухой лиман — Черноморск (Ильичёвск).